# Eublemma thermobasis
Eublemma thermobasis là một loài bướm đêm trong họ Erebidae.